# Liste der Wappen im Landkreis Rottweil
Diese Liste beinhaltet alle in der Wikipedia gelisteten Wappen des Landkreis Rottweil in Baden-Württemberg, inklusive historischer Wappen. Fast alle Städte, Gemeinden und Kreise in Baden-Württemberg führen ein Wappen. Sie sind über die Navigationsleiste am Ende der Seite erreichbar.

## Landkreis Rottweil

Wappen des Landkreises Rottweil[1]
Der Landkreis Rottweil in Baden-Württemberg

## Städtewappen im Landkreis Rottweil

Dornhan[2]
Oberndorf am Neckar[3]
Rottweil[4]
Schiltach[5]
Schramberg[6]
Sulz am Neckar[7]

## Gemeindewappen im Landkreis Rottweil

Aichhalden[8]
Bösingen[9]
Deißlingen[10]
Dietingen[11]
Dunningen[12]
Epfendorf[13]
Eschbronn[14]
Fluorn-Winzeln[15]
Hardt[16]
Lauterbach[17]
Schenkenzell[18]
Villingendorf[19]
Vöhringen[20]
Wellendingen[21]
Zimmern ob Rottweil[22]

## Ehemalige Gemeindewappen

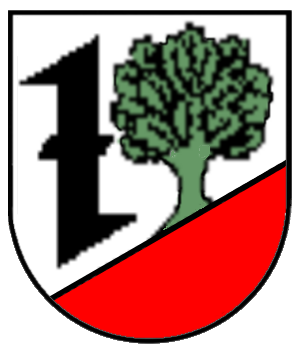
Aistaig
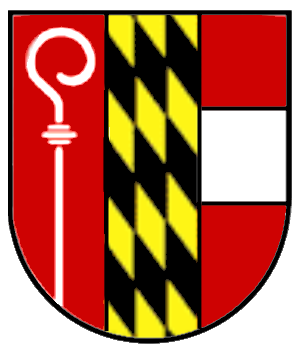
Altoberndorf
Bach und Altenberg[25]
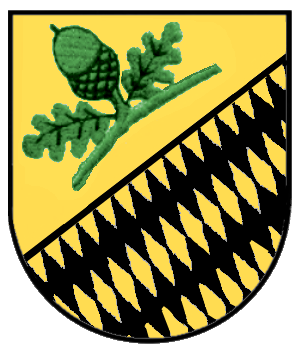
Beffendorf
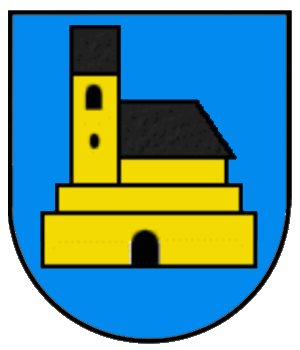
Bergfelden
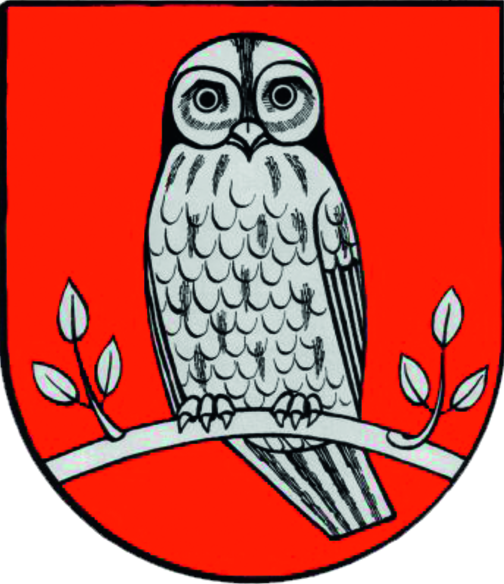
Bettenhausen
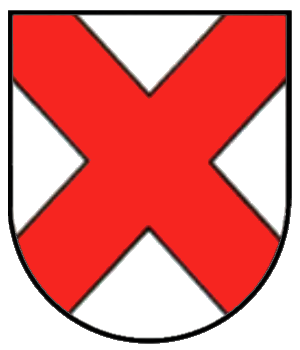
Bochingen
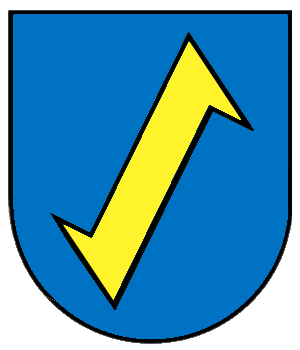
Böhringen
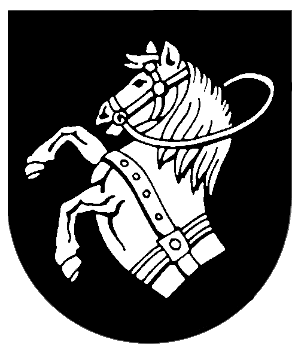
Bösingen, alt
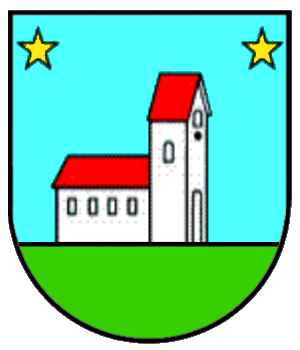
Boll
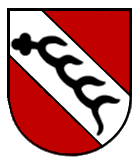
Bühlingen
Busenweiler[34]
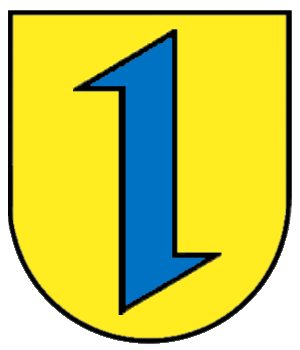
Deißlingen, alt
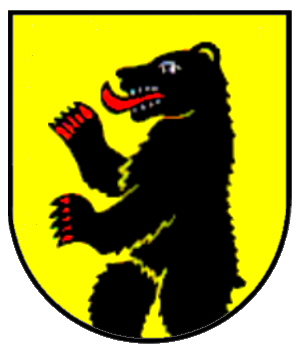
Dietingen alt
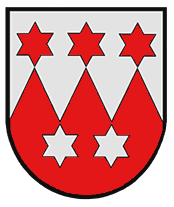
Dürrenmettstetten
Feckenhausen[38]
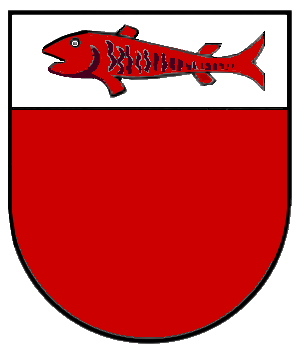
Fischingen
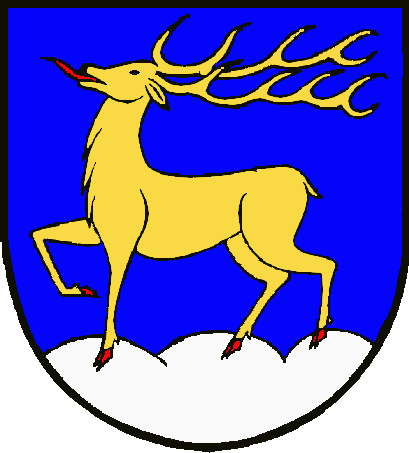
Flözlingen
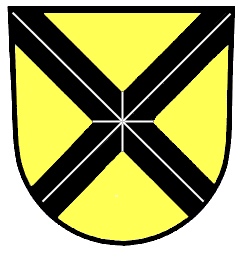
Fluorn
Fürnsal[42]
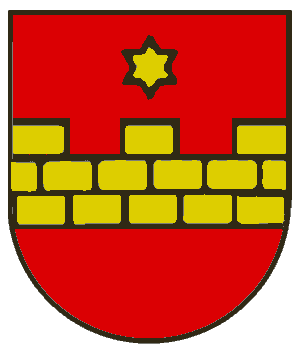
Glatt
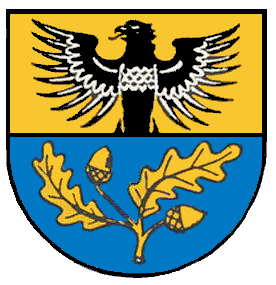
Göllsdorf
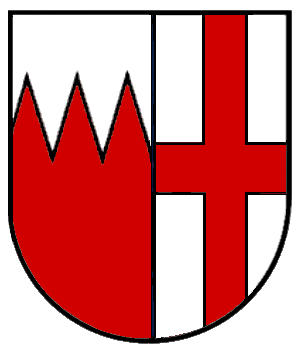
Gößlingen
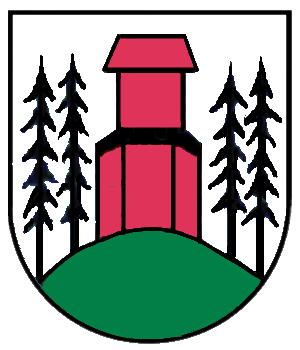
Harthausen
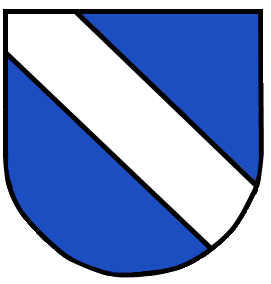
Hausen ob Rottweil
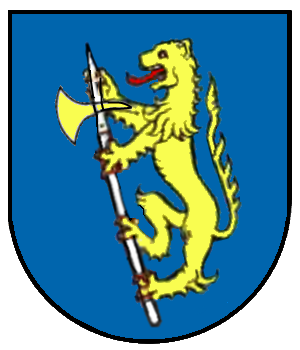
Herrenzimmern
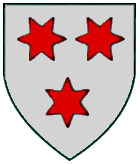
Hochmössingen
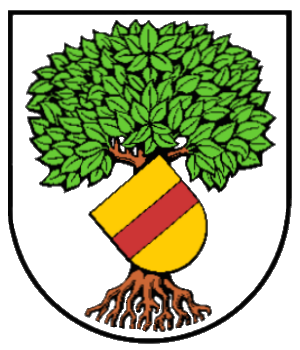
Holzhausen
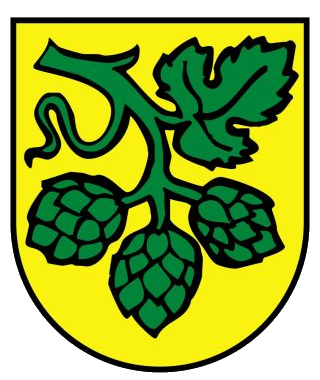
Hopfau
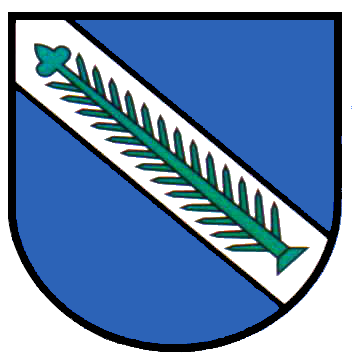
Horgen
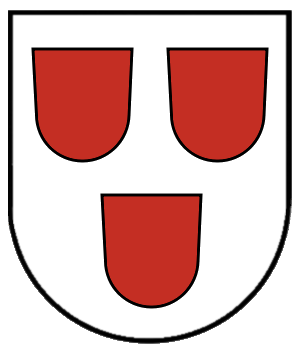
Irslingen
Kaltbrunn[54]
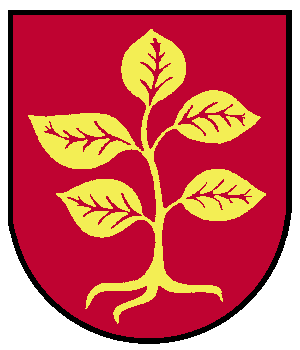
Lackendorf
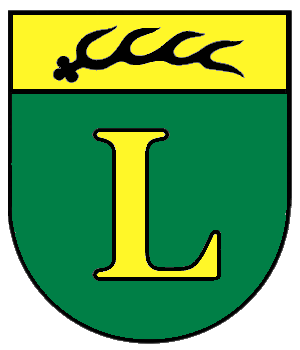
Lauffen ob Rottweil
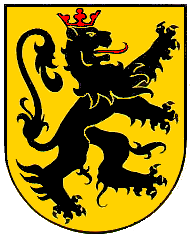
Lehengericht
Leinstetten[58]
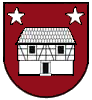
Locherhof
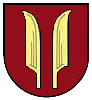
Mariazell
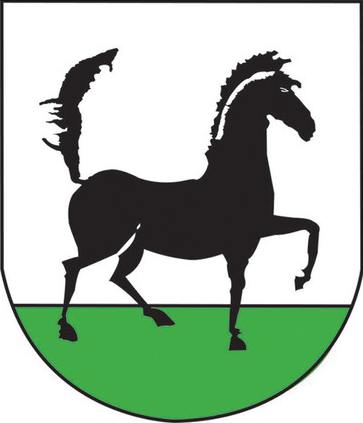
Marschalkenzimmern
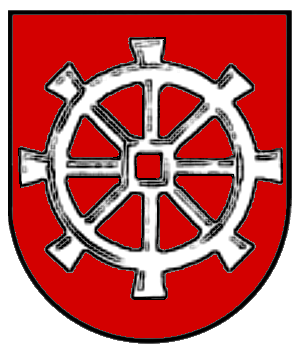
Mühlheim am Bach
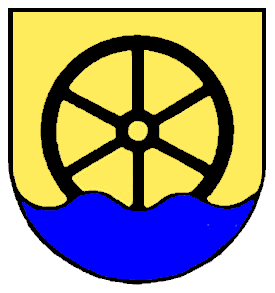
Neufra
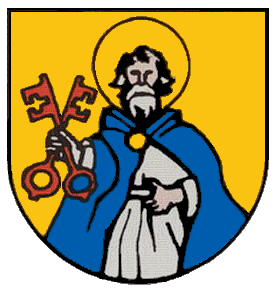
Neukirch
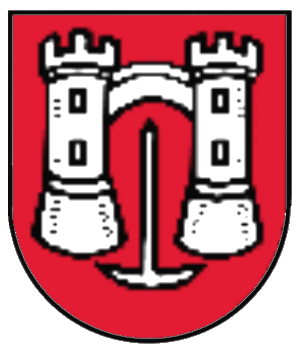
Renfrizhausen
Rötenberg[66]
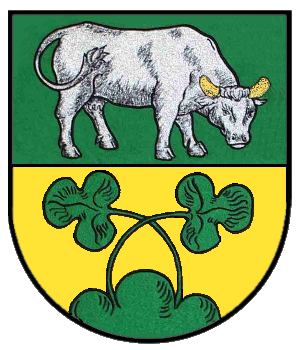
Rotenzimmern
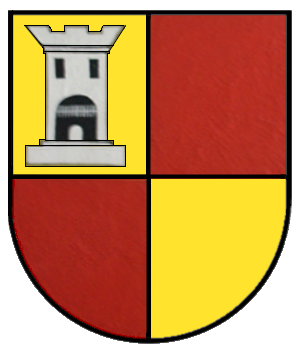
Seedorf
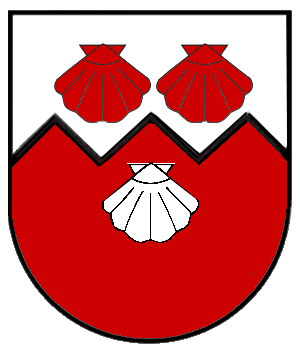
Sigmarswangen
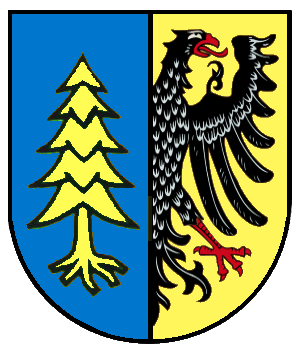
Stetten ob Rottweil
Talhausen
Tennenbronn[71]
Evangelisch Tennenbronn[72]
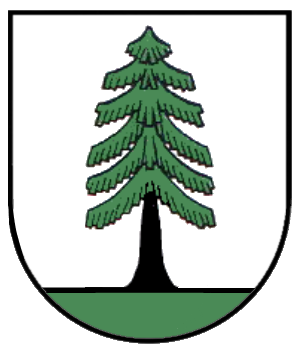
Katholisch Tennenbronn
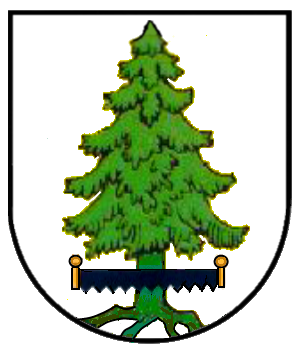
Trichtingen
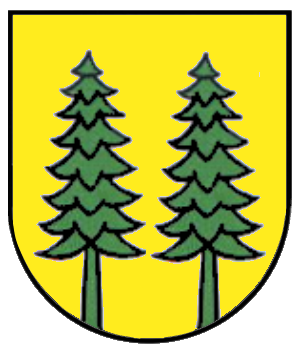
Waldmössingen
Weiden[76]
Wilflingen
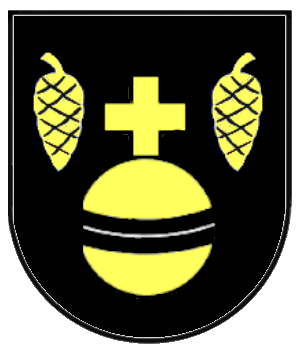
Winzeln
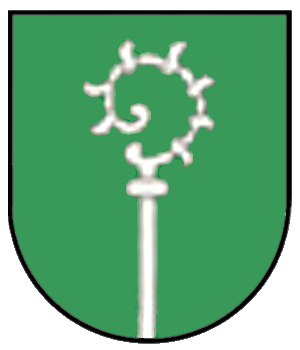
Wittershausen
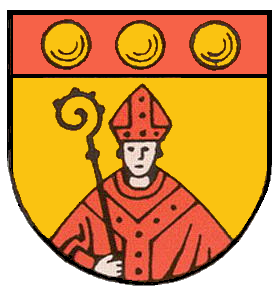
Zepfenhan

## Blasonierungen
1. ↑  Landkreis Rottweil: In Gold der rot bewehrte und rot bezungte schwarze Reichsadler, belegt mit einem von Silber und Rot geteilten Brustschild, in den Fängen eine liegende Hirschstange mit nach unten gekehrten Enden haltend.
2. ↑  Dornhan: In Gold auf einem schwarzen Dornzweig ein roter Hahn.
3. ↑  Oberndorf am Neckar: Unter goldenem Schildhaupt, worin ein liegender schwarzer Doppelhaken, mit Teilungen schräglinks von Gold und Schwarz gerautet.
4. ↑  Rottweil: In Gold ein rot bewehrter und rot bezungter schwarzer Adler, die Brust belegt mit einem goldenen Hochkreuz.
5. ↑  Schiltach: In Silber drei (2:1) rote Schilde.
6. ↑  Schramberg: In Schwarz ein rot bewehrter und rot bezungter goldener Greif, in der rechten Vorderpranke ein silbernes Schwert haltend.
7. ↑  Sulz am Neckar: In Gold ein roter Balken, darüber eine schwarze Hirschstange.
8. ↑  Aichhalden: Von Silber und Grün schräggeteilt, oben eine bewurzelte grüne Eiche.
9. ↑  Bösingen: In von einer durchgehenden silbernen Hellebarde mit goldener Stange gespaltenem Schild vorn in Schwarz ein linksgewendeter silberner Pferderumpf mit silbernem Zaumzeug, hinten in Blau ein goldener Löwe, mit den Vorderpranken die Hellebarde haltend.
10. ↑  Deißlingen: Unter schwarzem Schildhaupt, darin eine goldene Hirschstange, in Gold ein blauer Doppelhaken.
11. ↑  Dietingen: In gespaltenem Schild vorn in Silber drei aufsteigende rote Spitzen, hinten in Gold ein rot bewehrter, rot bezungter schwarzer Bär.
12. ↑  Dunningen: In von Silber und Rot schräggeteiltem Schild oben und unten je eine goldbesamte Rose in verwechselten Farben mit grünen Kelchblättern, an einem Stiel aus dem roten und silbernen Feld wachsend.
13. ↑  Epfendorf: In Rot eine blau gefütterte goldene Herzogskrone mit Hermelinstulp.
14. ↑  Eschbronn: In Silber über blauem Wellenschildfuß ein aufgerichteter grüner Eichenzweig mit sieben Blättern.
15. ↑  Fluorn-Winzeln: In Gold ein geschliffenes schwarzes Andreaskreuz, belegt mit dem Dorfzeichen in Form eines goldenen Reichsapfels mit schwarzem Reif und goldenem Kreuz, im goldenen Feld beiderseits begleitet von zwei sinkenden schwarzen Tannenzapfen.
16. ↑  Hardt: In Silber auf grünem Boden zwei grüne Tannen, dazwischen schwebend ein blauer Schild, darin auf goldenem Dreiberg stehend ein goldener Hirsch.
17. ↑  Lauterbach: In Blau zwei abgekehrte gestürzte silberne Hartschiermesser.
18. ↑  Schenkenzell: In Blau ein silberner Stierkopf im Visier mit goldenem Nasenring, beseitet von zwei goldenen Sternen.
19. ↑  Villingendorf: In Blau zwei schräggekreuzte, einwärtsgekehrte goldene Flößerhaken, beiderseits und unten begleitet von je einem achtstrahligen silbernen Stern.
20. ↑  Vöhringen: Von Silber über Rot durch Spitzenschnitt geteilt, das rote Feld belegt mit einer gestürzten, silbernen Pflugschar.
21. ↑  Wellendingen: In Silber über erhöhtem blauem Wellenschildfuß ein schreitender roter Leopard.
22. ↑  Zimmern ob Rottweil: In Silber auf grünem Dreiberg eine grüne Tanne, deren Stamm mit dem schwarzen Großbuchstaben Z überdeckt ist.
23. ↑  Aistaig: In Silber auf einem roten Schräglinksfuß eine grüne Eiche, die rechts von einem schwarzen Doppelhaken (Wolfseisen) begleitet ist.
24. ↑  Altoberndorf: In zweimal gespaltenem Schild vorne in Rot ein linksgewendeter silberner Abtsstab, in der Mitte von Gold und Schwarz schräg gerautet, hinten in Rot ein silberner Balken.
25. ↑  Bach und Altenberg:
26. ↑  Beffendorf: In schräglinks geteiltem Schild oben in Gold eine grüne Eichel zwischen zwei grünen Blättern, unten von Gold und Schwarz geweckt.
27. ↑  Bergfelden: In Blau eine goldene Wehrkirche mit doppelter Ringmauer.
28. ↑  Bettenhausen: In Rot ein auf einem durchgehenden belaubten silbernen Zweig sitzender silberner Waldkauz.
29. ↑  Bochingen: In Silber ein roter Schragen.
30. ↑  Böhringen: In Blau ein goldener Doppelhaken (spiegelverkehrtes Z mit schrägen spitzen Enden).
31. ↑  Bösingen alt: In Schwarz ein silberner Pferderumpf mit Zaumzeug.
32. ↑  Boll:
33. ↑  Bühlingen: In Rot ein silberner Schrägbalken, belegt mit einer schwarzen Hirschstange.
34. ↑  Busenweiler: In Blau ein silbernes Haus mit Glockentürmchen, oben links ein sechsstrahliger silberner Stern.
35. ↑  Deißlingen alt: In Gold ein pfahlweis gestellter, geschliffener blauer Doppelhaken.
36. ↑  Dietingen alt: In Gold ein wachsender, rot bezungter und rot bewehrter schwarzer Bär.
37. ↑  Dürrenmettstetten: In Silber drei aufsteigende rote Spitzen, an den Zacken fünf (3:2) Sterne in verwechselten Farben.
38. ↑  Feckenhausen: In Gold das schwarze [nach anderer Quelle: rote] Dorfzeichen (ein pfahlweis gestellter Pfeil mit Spitze nach unten und halbmondförmigem Ende).
39. ↑  Fischingen: In von Silber und Rot geteiltem Schild oben ein roter Fisch.
40. ↑  Flözlingen: In Blau auf silbernem Dreiberg stehend ein goldener Hirsch.
41. ↑  Fluorn: In Gold ein geschliffener schwarzer Schragen.
42. ↑  Fürnsal:
43. ↑  Glatt: In Rot über einer gequaderten goldenen Zinnenmauer ein sechsstrahliger goldener Stern.
44. ↑  Göllsdorf: In geteiltem Schild oben in Gold ein wachsender schwarzer Adler, unten in Blau ein goldener Eichenzweig mit zwei Eicheln und zwei Blättern.
45. ↑  Gößlingen: In gespaltenem Schild vorne in Silber drei aufsteigende rote Spitzen, hinten in Silber ein durchgehendes rotes Kreuz.
46. ↑  Harthausen: In Silber auf grünem Hügel eine eintürmige rote Burg, beiderseits begleitet von je zwei schwarzen Tannen.
47. ↑  Hausen ob Rottweil: In Blau ein silberner Schrägbalken.
48. ↑  Herrenzimmern: In Blau ein goldener Löwe, eine silberne Hellebarde mit gebogenem goldenem Schaft haltend.
49. ↑  Hochmössingen: In Silber drei (2:1) sechsstrahlige sinkende rote Sterne.
50. ↑  Holzhausen: In Silber eine bewurzelte grüne Buche, der Stamm beheftet mit einem gelehnten, mit einem roten Balken belegten goldenen Schild.
51. ↑  Hopfau: In Gold ein grüner Hopfenzweig mit drei Dolden und einem Blatt.
52. ↑  Horgen: In Blau ein silberner Schrägbalken, belegt mit einem grünen Tannenzweig.
53. ↑  Irslingen: In Silber drei (2:1) rote Schilde.
54. ↑  Kaltbrunn: In Silber auf grünem Boden ein roter Brunnen mit blauem Wasserstrahl, auf dem Brunnen ein [linksgewendeter roter] Löwe, der in den Pranken einen badischen Wappenschild (in Gold ein roter Schrägbalken) hält.
55. ↑  Lackendorf: In Rot eine fünfblättrige, bewurzelte goldene Staude.
56. ↑  Lauffen ob Rottweil: Unter goldenem Schildhaupt, darin eine liegende schwarze Hirschstange, in Grün der goldene Großbuchstabe L.
57. ↑  Lehengericht: In Gold ein linksgewendeter, rot gekrönter, rot bezungter schwarzer Löwe.
58. ↑  Leinstetten: In geteiltem Schild oben in Silber drei grün bestielte und grün besamte [blaue] Blüten der Leinpflanze nebeneinander, unten in Rot ein silberner Zickzackbalken.
59. ↑  Locherhof: In Rot ein silbernes Fachwerkhaus (Hof), oben rechts und links je ein fünfstrahliger silberner Stern.
60. ↑  Mariazell: In Rot zwei pfahlweis gestellte, abgekehrte, gestürzte goldene Pflugmesser.
61. ↑  Marschalkenzimmern: In Silber auf grünem Boden ein linkshin schreitendes schwarzes Pferd.
62. ↑  Mühlheim am Bach: In Rot ein achtspeichiges, achtschaufliges silbernes Mühlrad.
63. ↑  Neufra: In Gold ein aus blauem Wellenschildfuß wachsendes sechsspeichiges schwarzes Rad.
64. ↑  Neukirch: In Gold der wachsende, golden nimbierte hl. Petrus in blauem Mantel und silbernem Untergewand, in der Rechten zwei schräggekreuzte rote Schlüssel haltend.
65. ↑  Renfrizhausen: In Rot zwei durch einen Brückenbogen verbundene silberne Zinnentürme, darunter ein gestürzter silberner Pickel.
66. ↑  Rötenberg: Das vormals hier gezeigte Wappen ist das Wappen des Vereinsrings Rötenberg. Der Ort selbst führte laut Auskunft der Ortsverwaltung kein Wappen.
67. ↑  Rotenzimmern: In geteiltem Schild oben in Grün ein linksgewendeter, stehender, golden gehörnter silberner Ochse, unten in Gold auf grünem Dreiberg zwei grüne Kleeblätter an gekreuzten Stielen.
68. ↑  Seedorf: Von Gold und Rot geviert, in Feld 1 ein roter Zinnenturm.
69. ↑  Sigmarswangen: In Silber drei aufsteigende rote Spitzen, oben zwei rote Muscheln, unten eine silberne Muschel.
70. ↑  Stetten ob Rottweil: In gespaltenem Schild vorne in Blau eine bewurzelte goldene Tanne, hinten in Gold ein halber schwarzer Adler am Spalt.
71. ↑  Tennenbronn: In gespaltenem Schild vorne in Gold eine pfahlweis gestellte schwarze Hirschstange, hinten in Silber auf grünem Boden eine grüne Tanne mit schwarzem Stamm.
72. ↑  Evangelisch Tennenbronn: In gespaltenem Schild vorne in Gold eine pfahlweis gestellte schwarze Hirschstange, hinten in Silber auf grünem Boden eine Tanne.
73. ↑  Katholisch Tennenbronn: In Silber auf grünem Boden eine grüne Tanne mit schwarzem Stamm.
74. ↑  Trichtingen: In Silber eine grüne Tanne, vor dem Stamm eine waagerechte schwarze Säge mit goldenen Griffen.
75. ↑  Waldmössingen: In Gold zwei aus dem Unterrand wachsende grüne Tannen.
76. ↑  Weiden: In Rot eine bewurzelte silberne Weide, deren Stamm von zwei goldenen Rosen begleitet ist.
77. ↑  Winzeln: In Schwarz das reichsapfelähnliche goldene Fleckenzeichen, oben beiderseits begleitet von je einem goldenen Tannenzapfen.
78. ↑  Wittershausen: In Grün ein aus dem Unterrand wachsender silberner Abtsstab.
79. ↑  Zepfenhan: Unter rotem Schildhaupt, darin drei goldene Kugeln nebeneinander, in Gold der wachsende hl. Nikolaus in rot-silbernem Ornat, in der Rechten einen Krummstab haltend.